# Зульц-на-Неккарі
Зульц-ам-Неккар (нім. Sulz am Neckar) — місто в Німеччині, знаходиться в землі Баден-Вюртемберг. Підпорядковується адміністративному округу Фрайбург. Входить до складу району Ротвайль.
Площа — 87,60 км2. Населення становить 12 458 ос. (станом на 31 грудня 2020).